# Triada przeżyciowa
Triada Przeżyciowa – to wspólna nazwa dla trzech, najważniejszych układów narządów w organizmie człowieka, niezbędnych do życia.

## Podział
Części składowe triady przeżyciowej:
- Ośrodkowy układ nerwowy (OUN) – inaczej zwany centralnym układem nerwowym. OUN odpowiada za regulację i koordynację czynności organizmu oraz umożliwia jego przystosowanie do środowiska.
- Układ krążenia (UK) – zwany też układem krwionośnym. Odpowiada za transport substancji (np. odżywczych, hormonów) w organizmie, wymianę gazów oddechowych, regulację temperatury ciała, jak też za ochronę organizmu przed wszelkiego rodzaju zakażeniami.
- Układ oddechowy (UO) – odpowiada za wymianę gazów oddechowych z atmosferą. Powietrze pobierane jest do płuc, gdzie tlen dostaje się do krwi, natomiast wydostaje się z niej dwutlenek węgla, który jest wydalany z powrotem do atmosfery.